# ماركوس بيرلي
ماركوس بيرلي (بالإنجليزية: Marcus Burley)‏ هو لاعب كرة قدم أمريكية أمريكي، ولد في 16 يوليو 1990 في ريتشموند في الولايات المتحدة.

## وصلات خارجية
- ماركوس بيرلي على موقع مرجع كرة القدم المحترفة.كوم (الإنجليزية)